# Éric Vennin
Pour les articles homonymes, voir Vennin.
Eric Vennin, né en 1969, est un joueur belge de Scrabble. En 2008 il a remporté le Championnat du monde de Scrabble francophone à Dakar au Sénégal face à 216 autres joueurs, et devient ainsi le premier joueur belge à avoir remporté le championnat du monde de Scrabble francophone depuis Christian Pierre en 1998,,. En 7 manches duplicates, Eric Vennin a perdu 60 points en comparaison avec 77 points pour Aurélien Delaruelle en seconde place.
Habitant la région de Liège où il exerce la profession d'employé de bureau, Éric Vennin a débuté à l'Association serésienne avant d'être recruté en 1995 par l'ambitieux Yod-club de Trooz. Depuis 2013, il joue au Sablier de Liège.

## Palmarès
- Champion du monde de Scrabble francophone : 2008[4]